# سدیم ترت-بوتوکسید
سدیم ترت-بوتوکسید (به انگلیسی: Sodium tert-butoxide) با فرمول شیمیایی C۴H۹NaO یک ترکیب شیمیایی با شناسه پاب‌کم ۷۰۰۷۸ است. که جرم مولی آن ۹۶٫۱۰ g/mol می‌باشد. 